# المصحف الأميري
المصحف الأميري ويسمى أيضاً مصحف بولاق، المصحف المصري، مصحف دار المساحة، مصحف دار الكتب، مصحف القاهرة. هو طبعة للمصحف الشريف صدرت من مطبعة بولاق (المطابع الأميرية) في عهد فؤاد الأول سلطان مصر.
وكان أكثر ما يميز هذه الطبعة أنها تمت باستخدام طريقة صف الحروف وليس بطريقة التصوير العادية لمصحف مكتوب بواسطة خطاط. وكتب حروف الطباعة الخطاط محمد جعفر بك.

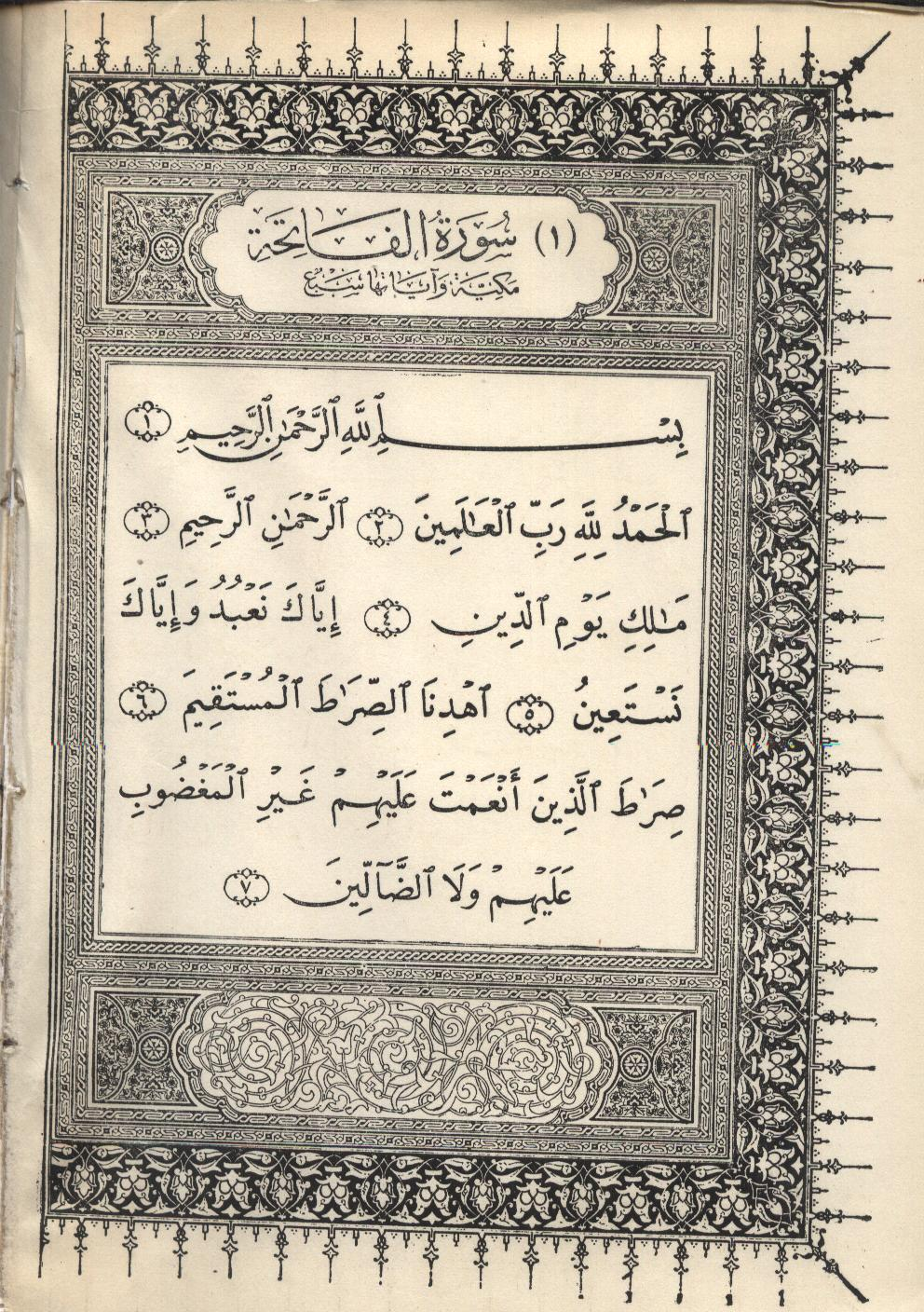
الطبعة الثانية من المصحف الأميري
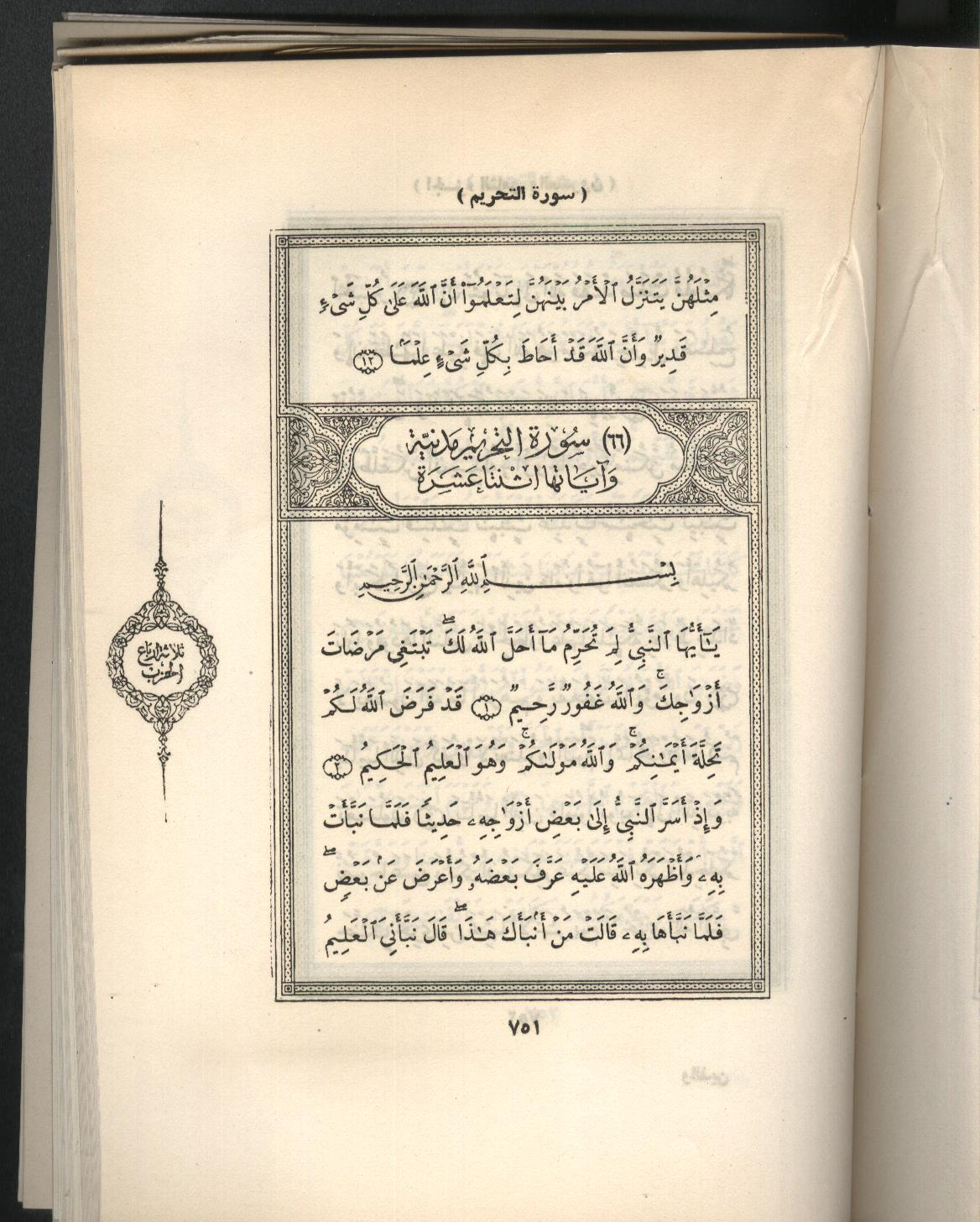
الطبعة الثانية من المصحف الأميري
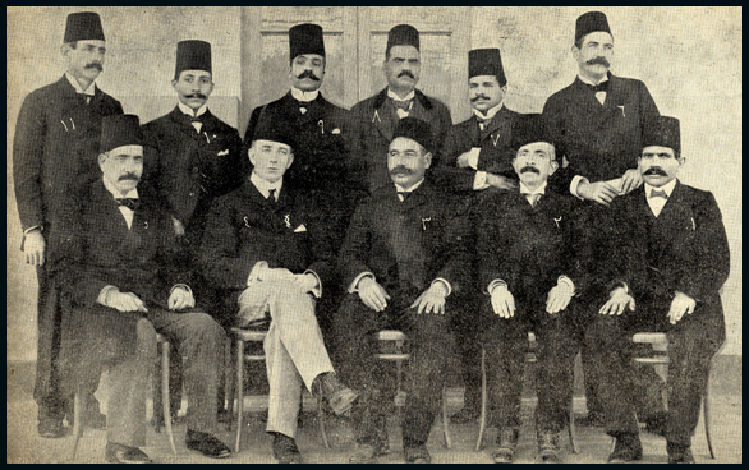
الخطاط محمد جعفر بك -أول الجالسين من الجهة اليسرى-.
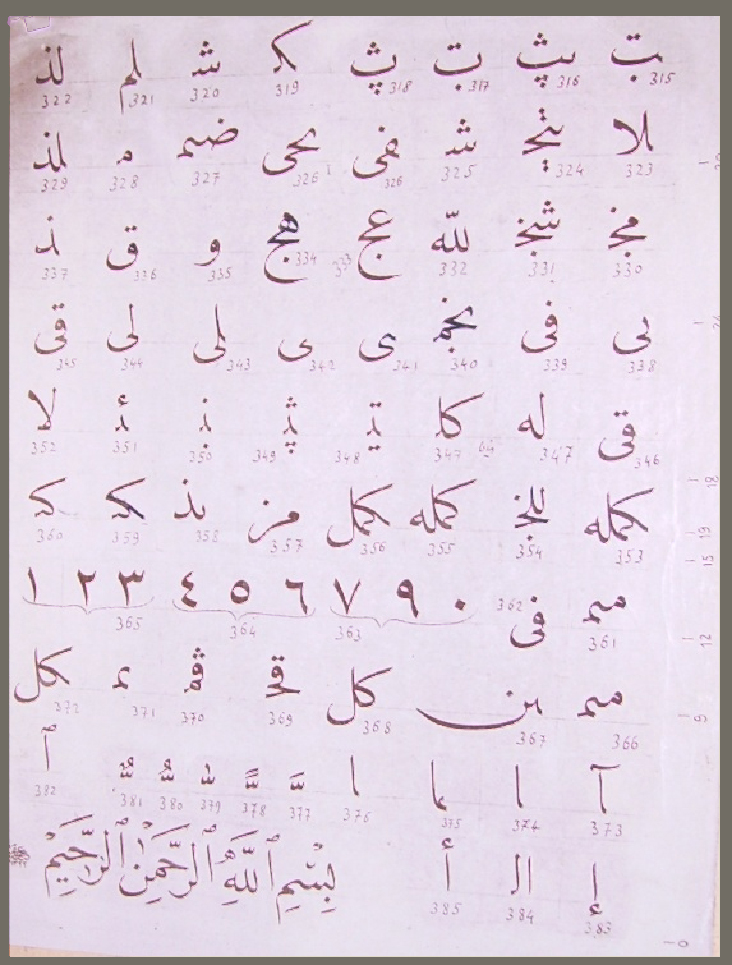
قاعدة خط النسخ التي وضعها الخطاط محمد جعفر بك لصالح مطبعة بولاق، والتي أصبحت فيما بعد القاعدة الخطية للمصحف الأميري